# St. Johannes Capistran (Berlin)

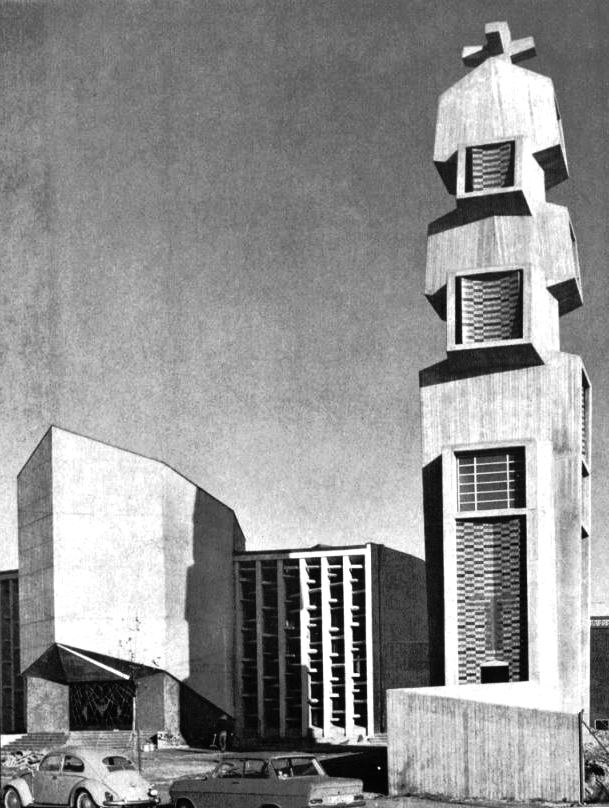
St. Johannes Capistran

Die Kirche St. Johannes Capistran, entworfen von Reinhard Hofbauer, war eine katholische Kirche an der Ecke Götzstraße 65 / Felixstraße im Berliner Ortsteil Tempelhof des Bezirks Tempelhof-Schöneberg. Die Kirche wurde im Jahr 1968 erbaut und 2005 abgerissen.

## Geschichte
In der Nachkriegszeit war Berlin ein besonderer Ort für die Nachkriegsmoderne, insbesondere für Kirchen, die prägend für das Stadtbild sind.
Sie war Teil eines größeren Bauensembles, das neben der Kirche auch ein Franziskanerkloster und ein Studentenwohnheim umfasste. Der Bau wurde nach Plänen des Architekten Reinhard Hofbauer  ausgeführt.
Die Wahl des Patroziniums für die Kirche in Berlin-Tempelhof lässt sich auf die enge Verbindung zwischen Johannes Capistranus und dem Franziskanerorden zurückführen. Da die Kirche Teil eines Franziskanerklosters war, lag es nahe, sie einem bedeutenden Heiligen des Ordens zu widmen, der allerdings mittlerweile sehr umstrittenen ist.
Verkauf und Abriss standen im Zusammenhang mit der Finanzkrise des Erzbistums, das sich von Immobilien trennen musste. Das Bezirksamt Tempelhof erteilte eine Genehmigung für den Abriss der Kirche mitsamt den übrigen Gebäuden. Das Grundstück, auf dem ein Pflegeheim und Seniorenwohnungen errichtet werden sollten, wurde für 2,5 Millionen Euro vom Erzbistum Berlin verkauft.
Der Berliner Denkmalbeirat hatte am 8. Juli 2005 dem Landesdenkmalamt Berlin vorgeschlagen, das Gebäudeensemble aus St. Johannes Capistran, den Gebäuden des 1986 aufgelösten Klosters der Franziskaner und dem Studentenwohnheim in die Denkmalliste aufzunehmen, um es zu erhalten. Das Landesdenkmalamt kam jedoch nicht mehr dazu, die Kirche unter Denkmalschutz zu stellen, obwohl der Landeskonservator sie für architekturgeschichtlich wertvoll hielt. Der Chef des Denkmalamtes versuchte in Gesprächen mit dem Erzbistum, eine gemeinsame Lösung für alle zum Verkauf oder zur Entweihung anstehenden Kirchen zu finden. Die Kirchen hätten eine Pflicht, ihre Gotteshäuser zu erhalten. Bei der Suche nach einer neuen Nutzung dürfe es keine Tabus geben, in den USA oder den Niederlanden ziehen Diskotheken, Sparkassen, Supermärkte oder Restaurants in die Kirchengemäuer ein. Für die katholische Kirche ist eine kommerzielle Nutzung allerdings nur erlaubt, wenn sie dem Charakter des Gebäudes nicht zuwiderläuft, daher kamen verschiedene mögliche Nutzungen nicht in Frage.

## Baubeschreibung
Das unregelmäßig angelegte Bauensemble bestand aus vier Gebäudetrakten, dem Stahlbetonskelettbau einer dreischiffigen Basilika und den Mauerwerksbauten, die den Klosterhof umschlossen. Der Baukörper des Mittelschiffs und des Chores der Johannes Capistranus geweihten Basilika hatte einen parabelförmigen Grundriss. Er war von trapezförmigen Seitenschiffen umgeben. Die Eingangshalle befand sich unter einem fensterlosen, turmartigen Vorbau, in dem sich die Empore für die Orgel befand. Etwas abseits stand der glockenlose Campanile aus kreuzweise aufgetürmten Betonkästen, der wie ein Monument aussah.

## Orgel
In der Kirche befand sich seit 1983 eine ältere kleine Orgel, die um ca. 1920 durch die Firma W. Sauer (Inhaber: Oscar Walcker) erbaut worden war. Die Orgel wurde möglicherweise für einen Privathaushalt oder eine Schule erbaut und stand seinerzeit vermutlich in einem relativ niedrigen Raum. Zu einem späteren Zeitpunkt (wahrscheinlich bereits Ende der 1960er Jahre) wurde die Orgel in der benachbarten Kirche St. Judas Thaddäus aufgestellt und in diesem Zuge wohl auch die Disposition maßgeblich verändert.
Da 1983 in St. Judas Thaddäus die neue Hillebrand-Orgel erbaut wurde, wurde die kleine Sauer-Orgel nach St. Johannes Capistran umgesetzt.
Im Jahr 1995 fand eine Reparatur durch Orgelbau Karl Schuke (Berlin) statt. Die Kirche St. Johannes Capistran wurde 2004/2005 aufgegeben und abgerissen. Der heutige Verbleib oder Erhaltungszustand der Sauer-Orgel ist unbekannt.
Das Instrument besaß sieben Register auf pneumatischen Taschenladen, die Disposition lautete:
| I Hauptwerk C-f3 |            |    |
| 1.               | Salicional | 8' |
| 2.               | Gedeckt    | 8' |
| 3.               | Prinzipal  | 4' |
| 4.               | Rohrflöte  | 4' |
| 5.               | Oktave     | 2' |
| 6.               | Mixtur II  |    |

| Pedal C-d1 |         |     |
| 7.         | Subbass | 16' |

- Koppel: I/P
- Spielhilfen: Tutti